# ریگلیس
ریگلیس (به لاتین: Ryglice) یک شهر و گمینا در لهستان است که در گمینا رگلیتسه واقع شده‌است. ریگلیس ۲۵٫۰۸ کیلومتر مربع مساحت و ۲٬۸۱۱ نفر جمعیت دارد.